# おはようラジオ早朝便
おはようラジオ早朝便（おはようラジオそうちょうびん）は、KBCラジオで放送している早朝の音楽番組である。
パーソナリティは、宮島明子。
テーマ曲はスパイロ・ジャイラ「モーニング・ダンス」。

## 放送時間
- 日曜日：5:00～5:20(JST)

## 番組内容
- 毎週、演歌を中心とした歌謡曲を数曲流すのが基本構成の番組で、土肥恵美子が出演している「歌謡最前線」（日曜 25:35～26:10）と全く同じ内容である。
- また、「歌謡最前線」と同じように歌手とインタビューをするコーナーもある。